# Accord de principe
L'accord de principe est un accord par lequel deux parties ou plus fixent certains éléments seulement d'un contrat futur.

## Droit français
En droit français, l'accord de principe a lui-même la nature d'un contrat s'il en réunit les éléments essentiels, imposés par le Code civil (contenu licite et certain, capacité, consentement).

## Droit québécois
En droit québécois, un accord de principe (ou entente de principe) n'est pas l'un des contrats nommés au Code civil du Québec. Il est par conséquent régi de manière générale par les règles supplétives et impératives du Code civil et l'interprétation qu'en a fait la jurisprudence des tribunaux.
Cela dit, l'article 1785 C.c.Q. prévoit qu'une vente d'un immeuble à usage d'habitation doit être précédée d'un contrat préliminaire par lequel une personne promet d’acheter l’immeuble. L'art. 1786 C.c.Q. précise ce que doit contenir ce contrat préliminaire en matière immobilière.
On retrouve notamment les ententes de principe en droit du travail dans les négociations patronales-syndicales et en droit public, par exemple une entente de principe conclue entre l'État et une communauté autochtone.

## Common law
Selon le dictionnaire Duhaime, un accord de principe (agreement in principle) est un oxymore en common law, cela n'est qu'une expression de l'intention des parties qui n'a pas de valeur juridique en soi, car pour constituer un contrat il ne doit rester plus rien à négocier.